# Lepyrodon parvulus
Lepyrodon parvulus là một loài Rêu trong họ Lepyrodontaceae. Loài này được Mitt. mô tả khoa học đầu tiên năm 1869.